# Sommatino
Sommatino ist eine Stadt im Freien Gemeindekonsortium Caltanissetta in der Region Sizilien in Italien mit 6363 Einwohnern (Stand 31. Dezember 2023).

## Lage und Daten
Sommatino liegt 26 km südwestlich von Caltanissetta. Die Einwohner arbeiten hauptsächlich in der Landwirtschaft und in der Holzverarbeitung.
Die Nachbargemeinden sind Caltanissetta, Delia, Mazzarino, Naro (AG), Ravanusa (AG) und Riesi.

## Geschichte
Die Gemeinde wurde 1507 von der Familie Del Porto gegründet.

## Sehenswürdigkeiten
- Pfarrkirche, erbaut im 18. Jahrhundert
- Rathaus aus dem 19. Jahrhundert

## Partnerschaft
Seit 1991 ist Sommatino mit Fontaine im französischen Département Isère verschwistert.